# 小口擬長頜魚
小口擬長頜魚（学名：Mormyrops microstoma）為輻鰭魚綱骨舌魚目象鼻魚科擬長頜魚屬的其中一種。該物種主要分布於非洲剛果河中游流域，體長可達16.5公分。
其种加词“microstoma”意为“小口的”。